# Pietro Befulco
Pietro Befulco (anche Bofulco) (fl. XV-XVI secolo) è stato un pittore italiano, documentato tra il 1471 e il 1503.

## Biografia
Da alcuni atti notarili si sa che, presente a Napoli fin dal 1471, nel 1487 si impegnava a costruire un tabernacolo per la pala dell'altare maggiore di Santa Marta; nel 1503 prometteva invece a Galeazzo Caracciolo di dipingere una icona, mai ritrovata, rappresentante la Vergine, l'Assunzione e Santi.

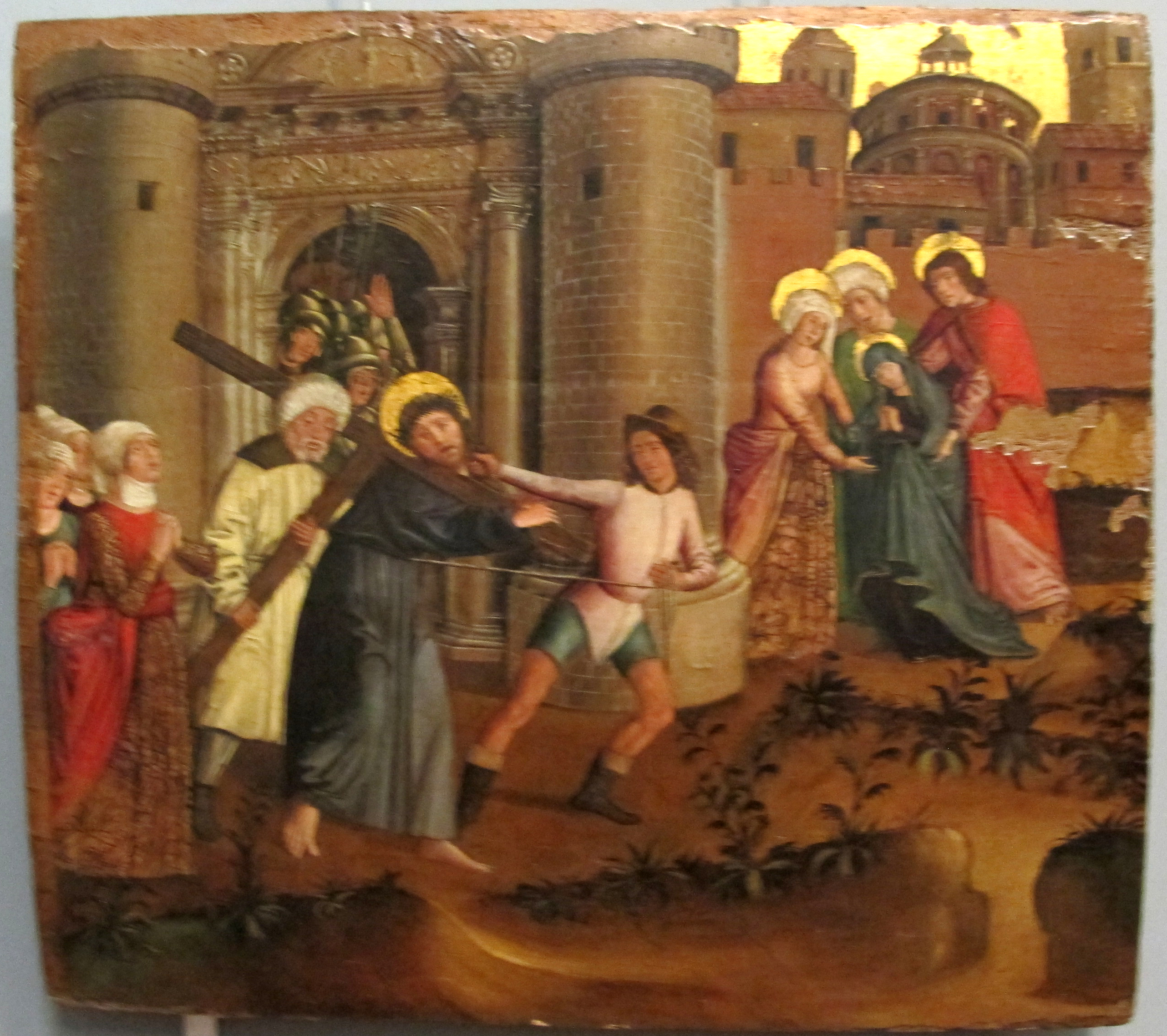
Andata al Calvario, Museo nazionale di Capodimonte, Napoli

Con queste premesse la fisionomia artistica di questo pittore salernitano è testimoniata unicamente dalla Madonna con Bambino e cinque Santi dei depositi del Museo nazionale di Capodimonte a Napoli, firmata e datata 1490. Da quest'opera emerge una cultura derivata soprattutto dal Maestro del Polittico di San Severino Noricense, mescolata alla conoscenza di Jacomart Baço e di Colantonio.
Al Befulco è stato inoltre proposto di assegnare un gruppo di dipinti, stilisticamente a lui assai prossimo, contrassegnato dal  monogramma PETR[us]. Di questo gruppo fanno parte, fra l'altro:
- trittico dell'Incoronazione della Vergine, 1488, Altenburg;
- Deposizione della Disciplina della Croce di Napoli;
- trittico con Madonna col Bambino e Santi della chiesa di San Teodoro a Laino Castello, del 1500.

In alcune di queste opere è presente una solennità che richiama modelli fiamminghi tipici di Rogier van der Weyden.
A questo pittore è stata attribuita anche una tavola presente nella chiesa di Santa Maria Segreta a Milano, recentemente restaurata